# Protonotodytes ventripyga
Protonotodytes ventripyga là một loài ruồi trong họ Tachinidae.